# Paul Pelliot

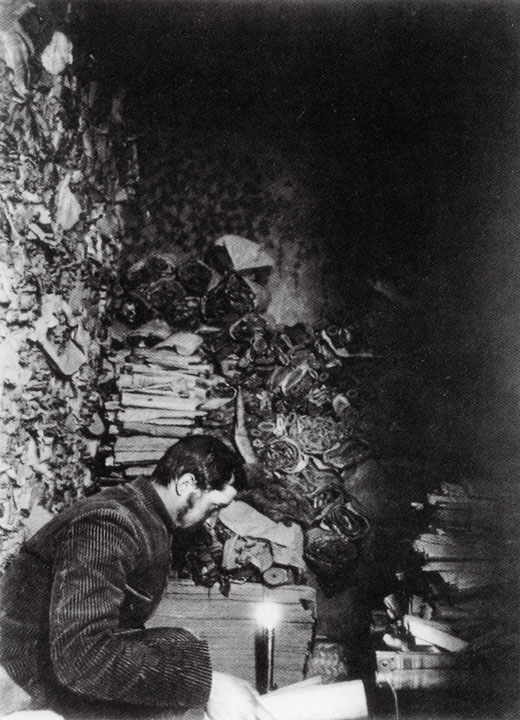
Pelliot bestudeert manuscripten in de Mogao-grotten

Paul Pelliot (28 mei 1878 - 26 oktober 1945) was een Frans sinoloog, tibetoloog en ontdekkingsreiziger. Pelliot sprak dertien talen en was leerling van de Indiakundige Sylvain Lévi.
De ontdekking van het zogenaamde Bower manuscript door Hamilton Bower en de publicatie daarvan in 1897 had tot  wetenschappelijke nieuwsgierigheid geleid naar haast vergeten boeddhistische beschavingen aan de zijderoute. In de eerste decennia van de twintigste eeuw waren er vrijwel voortdurend expedities in het gebied om naar restanten van die beschavingen te zoeken.  
Pelliot werd op zijn 21e met dat doel naar Peking gezonden. Op dat moment vond er de Bokseropstand plaats en hij raakte betrokken bij de 55 dagen van Peking in de zomer van 1900. Voor de verdediging van de gezantschapsgebouwen ontving hij later het Legioen van Eer.
Pelliot maakte zijn bekendste missie in 1908. Twee jaar eerder vertrok hij met twee compagnons vanuit Parijs naar Peking. Hij reisde via Dunhuang in Turkestan waar hij een partij manuscripten kocht uit de Mogao-grotten, waarvan het Aurel Stein niet gelukt was ze te kopen. Deze manuscripten van Dunhuang zijn opgesteld in het Chinees, Tibetaans, Sogdisch en Oeigoers. Ze zijn na terugkomst gecategoriseerd door Marcelle Lalou en worden bewaard in de Bibliothèque nationale de France. Ze zijn van groot belang voor de studie van Centraal-Azië.